# Fikile Mbalula

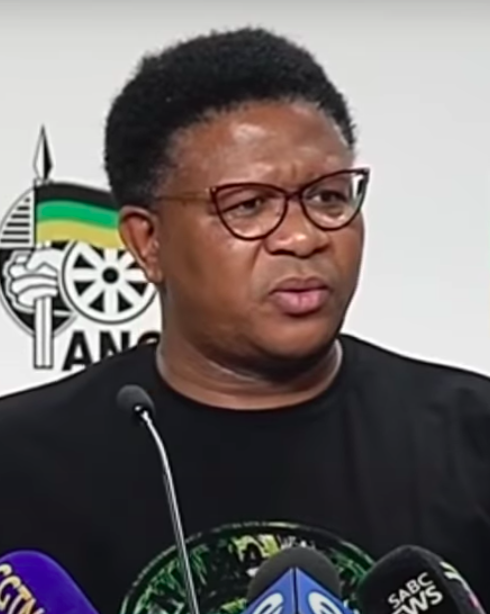
Fikile Mbalula, 2019

Fikile April Mbalula (* 8. April 1971)  ist ein südafrikanischer Politiker. Er gehörte als Minister für Sport und Freizeit dem zweiten Kabinett von Jacob Zuma an. Im Kabinett Ramaphosa II ist er Verkehrsminister. Er ist Mitglied des Nationalen Exekutivkomitee (NEC) des African National Congress (ANC) an.

## Karriere
Mbalula war 1986/87 Präsident des Jugendkongresses von Botshabelo, direkt im Anschluss Sekretär für Öffentlichkeitsarbeit und Vizepräsident des Studierendenkongresses. 1989 wurde er Mitglied der United Democratic Front, seit 1990 war er in verschiedenen Position bei der ANC Youth League (ANCYL) in Freistaat tätig, 1998 wurde er zum Generalsekretär der ANCYL gewählt, 2004 zum Präsidenten. Er bekleidete das Amt bis 2008, 2004 war er zudem Präsident der International Union of Socialist Youth.
2009 wurde Mbalula in die Nationalversammlung gewählt, im Mai 2009 wurde er im ersten Kabinett von Jacob Zuma zum stellvertretenden Polizeiminister bestellt, ab November 2010 war er Minister für Sport und Freizeit.

## Öffentliche Äußerungen
Im Juni 2007 sagte Mbalula bei einer Veranstaltung an der Witwatersrand-Universität, die Universität von KwaZulu-Natal würde schwarze Studierende zugunsten der indischstämmigen an den Rand drängen und so Verhältnisse wie in Bombay herstellen. Die Universitätsleitung widersprach dem nachdrücklich, aus den Reihen des ANC wurde Mbalula Fremdenfeindlichkeit vorgeworfen.
Im Vorfeld des ANC-Kongresses im Dezember 2007 bezeichnete Mbalula Finanzminister Trevor Manuel in einem offenen Brief als „aufmerksamkeitsheischende Dramaqueen“.
Bei einer Konferenz der ANCYL Anfang April 2008 charakterisierte Mbalula den damaligen Vizekanzler der Universität von Südafrika, Barney Pityana, als übereifrigen und sich „zum Clown machenden“ Menschen, ignoranten Reaktionär und typischen Elfenbeinturm-Akademiker, nachdem dieser Jacob Zuma kritisiert hatte. Die Independent Democrats forderten eine Entschuldigung von Mbalula, die dessen Sprecher ablehnte.
Ende Oktober 2011 wurde Mbalula, der verheiratet und Vater von zwei Kindern ist, vom Model Joyce Molamu bezichtigt, sie geschwängert zu haben. Zugleich nannte sie ihn einen von vielen Liebhabern. Er entschuldigte sich öffentlich bei seiner Frau und Familie und sprach von Erpressung durch Molamu.
Im März 2016 gab Mbalula an, dass ihm die Ernennung zum Minister von einem der Gupta-Brüder mitgeteilt worden sei. Diese und der damalige Präsident Jacob Zuma stehen seit 2016 im Mittelpunkt eines Skandals um die unerlaubte Einflussnahme auf die südafrikanische Regierung.
2019 wurde Mbalula Minister of Transport im Kabinett Ramaphosa II.